# Kościół Nawiedzenia Najświętszej Maryi Panny w Hopowie
Kościół pw. Nawiedzenia Najświętszej Maryi Panny w Hopowie – zabytkowa świątynia katolicka, poprzednio ewangelicka, należąca do parafii Nawiedzenia Najświętszej Maryi Panny w Hopowie.

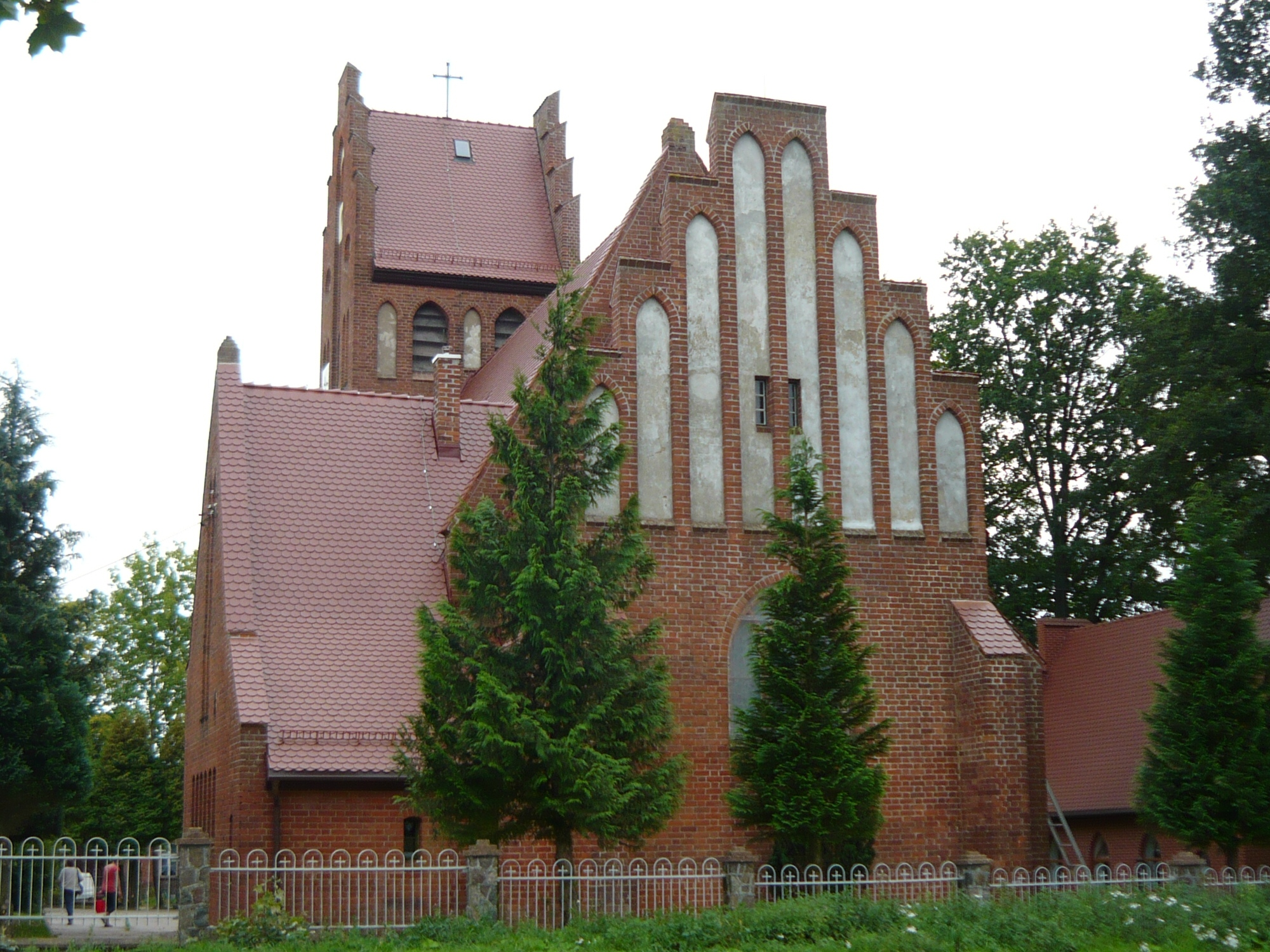
Kościół w Hopowie

## Historia
Świątynia została zbudowana na potrzeby miejscowej parafii Ewangelickiego Kościoła Unijnego utworzonej w 1902. Pierwotnie parafianie korzystali z drewnianego kościoła. W 1911 wmurowano kamień węgielny pod nowy kościół. 23 kwietnia 1913 poświęcono wybudowaną świątynię, a dotychczasowa zamieniona została na stodołę. Przy kościele wzniesiono pastorówkę. Nowy obiekt był świątynią ewangelicką do 1945, kiedy parafianie opuścili Hopowo w związku z upadkiem III Rzeszy. Ostatnim pastorem był August Weber. Według danych z witryny parafii Nawiedzenia Najświętszej Maryi Panny w Hopowie był to „Człowiek wielkiej szlachetności, który w czasie II wojny światowej często stawał po stronie Polaków i ratował ich od śmierci. Dnia 6 marca 1945 r. przez Hopowo przeszły wojska wyzwoleńcze. Niemiecka ludność cywilna już wcześniej uciekła z Hopowa, udając się w kierunku Gdańska. Pastor August Weber, jako jeden z ostatnich, opuszczając Hopowo, poprosił proboszcza z Goręczyna do siebie i przekazał mu klucze do kościoła w Hopowie ze słowami: »Niech kościół służy Wszechmocnemu, a pastorówka Jego słudze«.”
6 maja 1945 kościół został przejęty przez proboszcza z Goręczyna ks. Antoniego Prissa. 30 maja 1948 budynek został poświęcony jako kościół katolicki pw. Nawiedzenia Najświętszej Marii Panny.
Gmina ewangelicka w Hopowie wymieniona jest załączniku do rozporządzenia Prezydenta Rzeczypospolitej z dnia 6 marca 1928 r.
o zwołaniu Synodu Nadzwyczajnego Ewangelickiego Kościoła Unijnego (nr bieżący 13).